# Nowodonećke (rejon wołnowaski)
Nowodonećke (ukr. Новодонецьке) – osiedle na Ukrainie, w obwodzie donieckim, w rejonie wołnowaskim. W 2001 liczyło 327 mieszkańców.